# Edgar Aubert de la Rüe
Edgar Aubert de la Rüe (Genève, 7 octobre 1901 - Lausanne, 24 février 1991) est un ingénieur-géologue franco-suisse formé à l'Institut de géologie appliquée de Nancy. Ses nombreux voyages, principalement dans les colonies françaises, l'amènent à étendre ses champs d'intérêt à la géographie humaine et à la photographie. Il est considéré comme un spécialiste des îles (« L'Homme et les îles », 1935). Il a notamment séjourné à Saint-Pierre-et-Miquelon, aux Nouvelles-Hébrides et a été le pionnier de l'exploration intérieure des îles Kerguelen.

## Famille
Edgar Aubert de la Rüe est le fils du conservateur de la bibliothèque publique de Genève Hippolyte Aubert de la Rüe (1865-1923) et de son épouse française, Élisabeth Pasteur (1877-1960). En 1925, il a épousé Andrée Sacré (1903-1990) qui fut sa principale collaboratrice. Leur fils unique René est mort à l'âge de huit ans, à Paris.

## Voyages d'étude et d'exploration

### Îles Kerguelen
En 1928, Edgar Aubert de la Rüe est chargé par Henry et René-Émile Bossière, concessionnaires de l'exploitation des îles Kerguelen, d'une mission de prospection systématique avec l'espoir de découvrir des ressources minières. Le géologue, accompagné de son épouse et avec l'aide également des bergers de Port-Couvreux, parcourt alors en tous sens l'intérieur des terres du 12 novembre 1928 au 25 février 1929, puis du 25 janvier au 27 mars 1931. La présence de charbon, espérée par les frères Bossière, est insignifiante. En revanche la connaissance de la géologie des Kerguelen, au travers de la thèse d'Aubert de la Rüe, s'en trouve grandement améliorée.
Du 11 décembre 1949 au 16 janvier 1950, il accompagne Pierre Sicaud pour l'établissement de Port-aux-Français et visite à nouveau les Kerguelen du 12 décembre 1951 au 6 janvier 1953.

### Saint-Pierre-et-Miquelon
Il fait sept séjours (1932, 1935, 1937, 1939, 1941 à 1943, 1948, 1970) à Saint-Pierre-et-Miquelon cumulant trois années.

### Côte française des Somalis
Il réalise un séjour de novembre 1937 à mai 1938 dans la Côte française des Somalis, accompagné de sa femme.

### Québec
Entre 1938 et 1949, il effectue des levés de cartographie géologique pour le Ministère des Mines du Québec (aujourd’hui nommé « Ministère de l’Énergie et des Ressources naturelles du Québec » (MERN)). Les nombreux rapports géologiques qu’il y rédigea sont conservés au MERN.
À l’été 1948, il fait partie d’un groupe de quatre scientifiques (géologue, anthropologue, botaniste, géographe) qui entreprennent une expédition dans le Grand-Nord Québécois. En canot, ils traversent la Péninsule de l’Ungava de la Baie d’Hudson à la Baie d’Ungava, un trajet de 325 milles (523 km). L’Office national du Film du Canada (ONF) réalisa un documentaire relatant cette expédition.

### Autres voyages
Toujours accompagné de son épouse – notamment en Patagonie, au Brésil, au Vanuatu, etc.

## Hommages
Plusieurs toponymes rendent hommage à Edgar Aubert de la Rüe :
- Les « cratères Aubert de la Rüe » se situent près du Piton de la Fournaise, sur l'île de La Réunion ;
- Les « monts Andrée Aubert de la Rüe » forment une barrière montagneuse près du mont Ross dans l'archipel des Kerguelen – leur nom rend hommage à son épouse qui l'accompagna dans ses explorations des îles Kerguelen.
- L'« avenue Aubert de La Rüe » est une voie de Port-aux-Français, qui relie le bureau postal à la route côtière.
- Enfin le glacier de l'Explorateur aux Kerguelen lui fait directement référence sous le nom de « l'Explorateur »[9].

## Publications
- Pierres précieuses et pierres d'ornementation, Lechevalier, Paris, 1928, 301 p.
- Terres françaises inconnues (Iles Kerguelen-Crozet-Saint-Paul-Nouvelle-Amsterdam), SPE, Paris, 1930, 189 p.
- Étude géologique et géographique de l'archipel de Kerguelen, Revue de géographie physique et de géographie dynamique, Paris, 1932, 231 p. + XXV pl. + 2 cartes
- L'Homme et les Îles, Gallimard, coll. géographie humaine Paris, 1935, 194 p. no 6
- Le Territoire de Saint-Pierre et Miquelon, Journal de la Société des américanistes, Paris, 1937, 133 p., 6 pl. 1 carte
- La Somalie française, Gallimard, Coll. Géographie humaine, Paris, 1939, 162 p. no 14
- L'Homme et le Vent Gallimard, Coll. Géographie humaine, Paris no 16,
- L'Homme et les Volcans Gallimard, Coll. Géographie humaine, Paris no 30,
- Brésil aride (la vie dans la catinga) Gallimard, coll. Géographie humaine, Paris no 28,
- Les Nouvelles Hébrides, Iles de Cendre et de Corail, Les Editions de l’Arbre, Montréal, 1945.
- Deux ans aux Îles de la Désolation, éditions Julliard, 1954
- Régions de Nominingue et de Sicotte, 3 rapports: n° RG 023, 1948; n° RP 141, 1940; n° RP 160, 1941, Ministère de l'Énergie et des Ressources naturelles du Québec (MERN).
- Région de Kensington, 2 rapports: n° RG 050, 1953; n° RP 183, 1944, MERN.
- Région du lac Trente-et-un-milles, 2 rapports: n° RG 067, 1956; n° RP 196, 1947, MERN.
- Région de McGill, 2 rapports: n° RG 068, 1956; n° RP 215, 1948, MERN.
- Région de Bouthillier, rapport n° RP 187, 1945, MERN.
- Région du lac Matapédia, rapport n° RG 009, 1941, MERN.
- Observations sommaires sur la géologie de la région de Sayabec, rapport n° RP 134, 1938, MERN.
- Les Terres australes, Paris, Presses Universitaires de France, 1953 (2e édition, 1967), 126 p. (Que sais-je ? n° 603).